# Boso (schiereiland)
Boso (Japans: 房総半島, Bōsō-hantō) is een schiereiland in het oosten van het Japanse eiland Honshu. Het schiereiland omvat nagenoeg de gehele prefectuur Chiba en scheidt de Baai van Tokio in het westen van de Grote Oceaan in het oosten.

## Naam
De naam 'Boso' evenals de kanji-karakters zijn samengesteld uit de namen van de vroegere provincies die op het schiereiland lagen. Awa in het zuiden werd ook wel Bōshū (房州) genoemd en vormt het eerste deel van de naam. Kazusa en Shimousa in het noorden werden net als hun voorloper Fusa met Sōshū (総州) aangeduid en vormen het tweede deel van de naam.

## Geografie
Boso wordt begrensd door de Baai van Tokio en de Straat van Uraga in het westen en de Grote Oceaan in het oosten.
Een groot deel van het schiereiland is heuvelachtig. Het zuiden wordt gedomineerd door het Bosoheuvelland met als hoogste top de Atagoyama (408,2 m). Het meest zuidelijke punt is Kaap Nojima. Naar het noorden toe neemt het reliëf af en gaan de heuvels over in het Shimousaplateau. In ruimere zin maakt het plateau ook deel uit van het schiereiland waarbij de riviervlakte van de Tone de noordgrens vormt. Het noordoosten van Boso bestaat uit de kustvlakte van Kujukuri en het gelijknamige strand. Er zijn twee nationale parken; Suigo-Tsukuba ligt in het noorden op de grens tussen Chiba en de prefectuur Ibaraki en Minami-Boso in het zuiden.
Het noordelijke en westelijke deel van het schiereiland is sterk verstedelijkt en maakt deel uit van de agglomeratie van Tokio. Het plateau, de kustvlakte en de rivierdalen landinwaarts worden voornamelijk gebruikt voor de rijstteelt. De heuvels zijn bebost. De westkust aan de Baai van Tokio huisvest het Keiyo-industriegebied dat acht steden omvat van Urayasu in het noorden tot Futtsu in het zuiden. De Tokio Wan Aqua-Line – een brug-tunnelcombinatie over de Baai van Tokio – verbindt Kisarazu met Kawasaki in de prefectuur Kanagawa. 

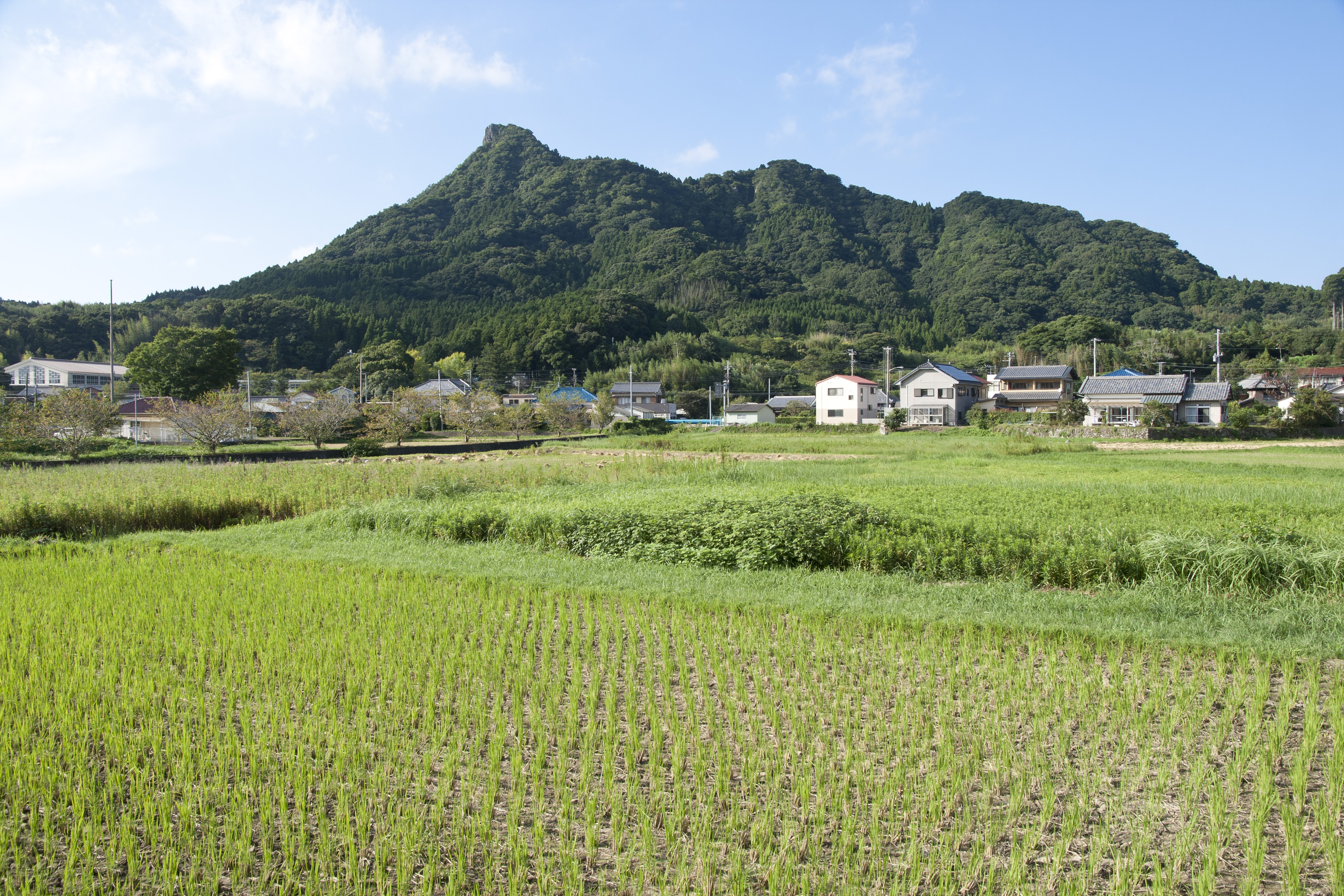
De Iyogatake in Minamiboso met op de voorgrond rijstvelden, in het zuiden van het schiereiland
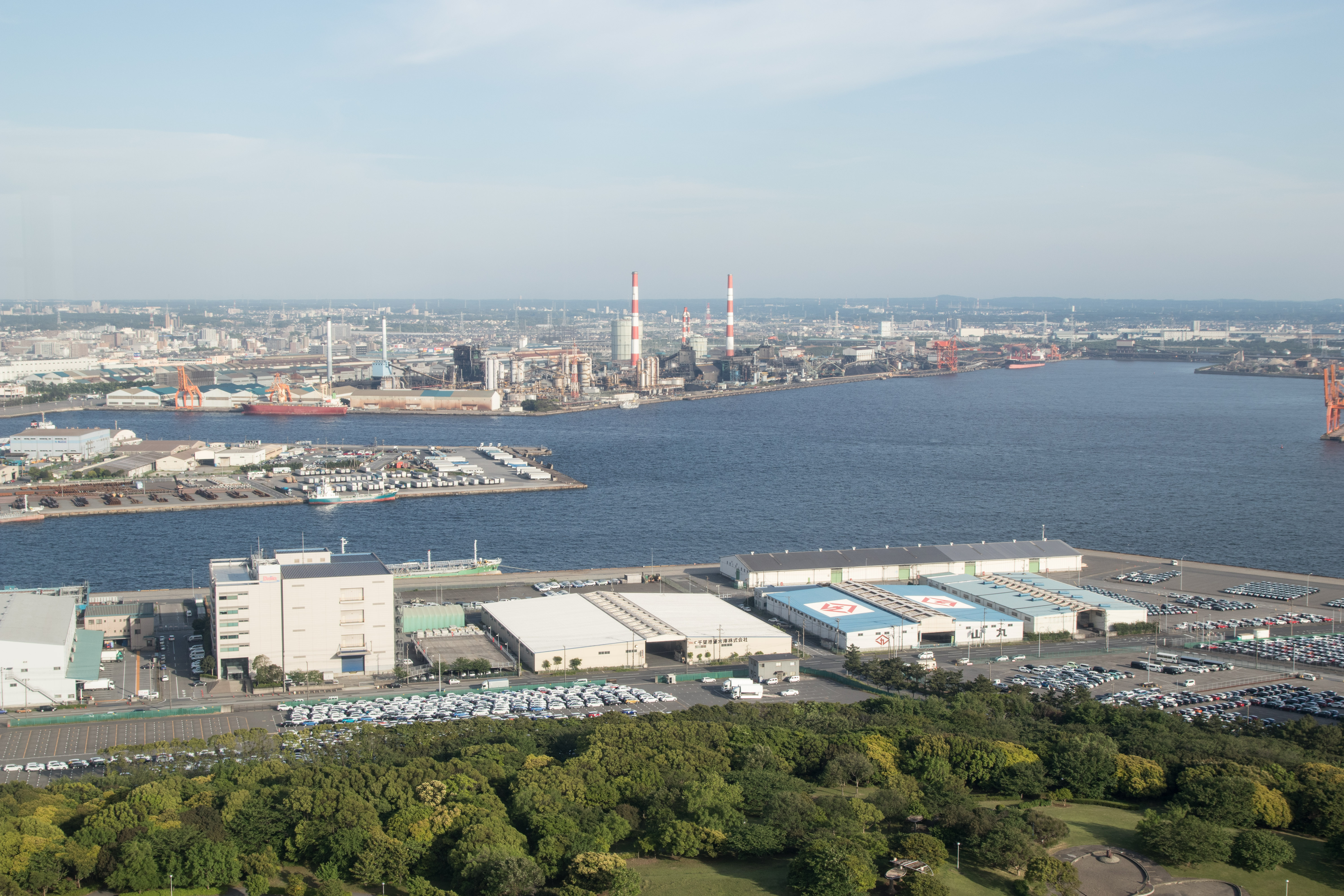
De haven van Chiba die deel uitmaakt van het Keiyo-industriegebied, in het noordwesten van het schiereiland
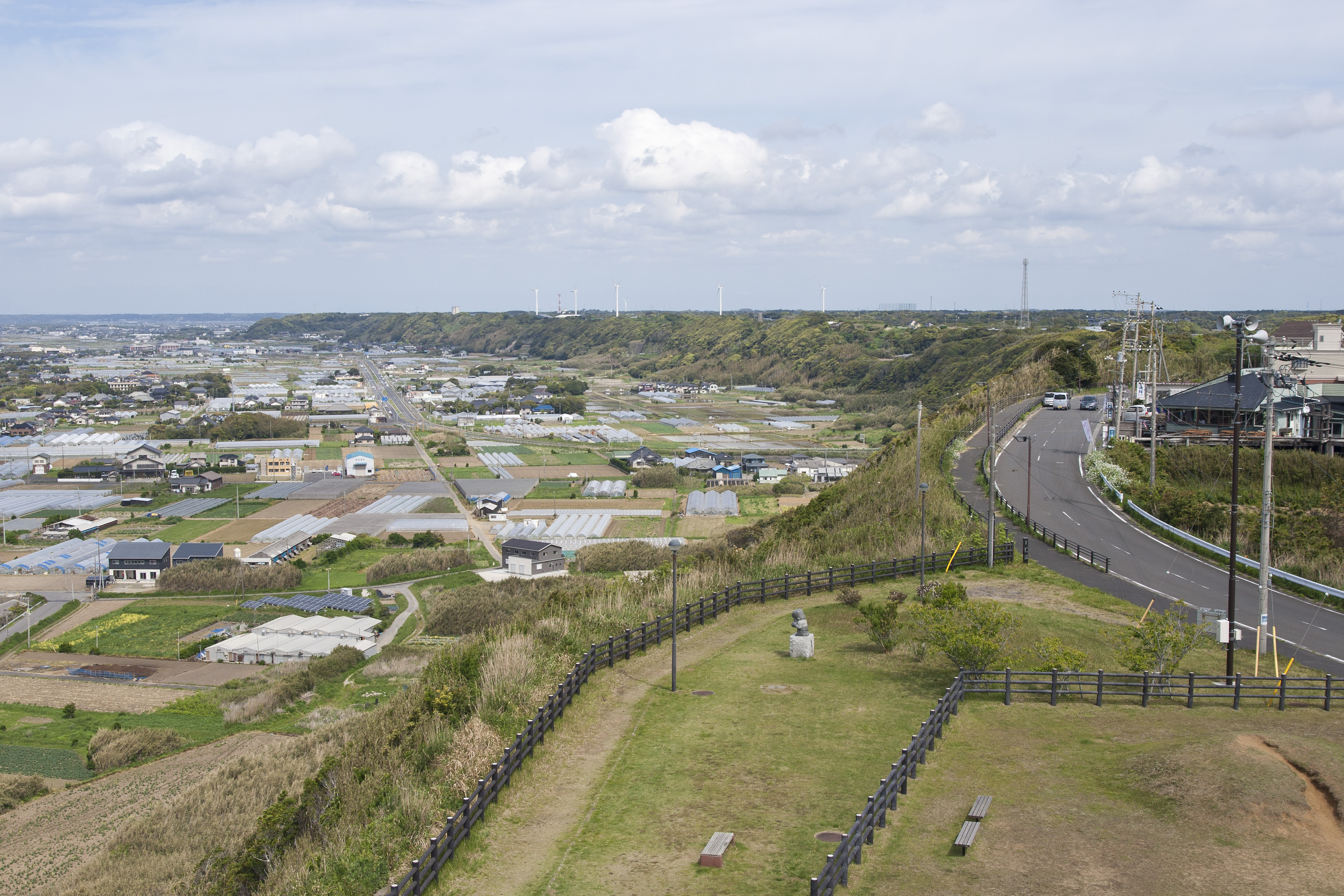
De kustvlakte van Kujukuri en het Shimousaplateau gezien vanuit Kaap Gyobumi in Asahi, in het noordoosten van het schiereiland